# Miguel Casella
Miguel Ángel Casella (ur. 15 lutego 1940) – argentyński judoka. Olimpijczyk z Tokio 1964, gdzie zajął szóste miejsce wadze ciężkiej.

## Letnie Igrzyska Olimpijskie 1964
| Konkurencja | Eliminacje           | Eliminacje           | Klas. końcowa |
| Konkurencja | Przeciwnik I         | Przeciwnik II        | Miejsce       |
| ----------- | -------------------- | -------------------- | ------------- |
| +80 kg      | Ang Teck Bee (MAS) Z | Isao Inokuma (JPN) P | 6.            |